# Бенджамін Елвін Дрю

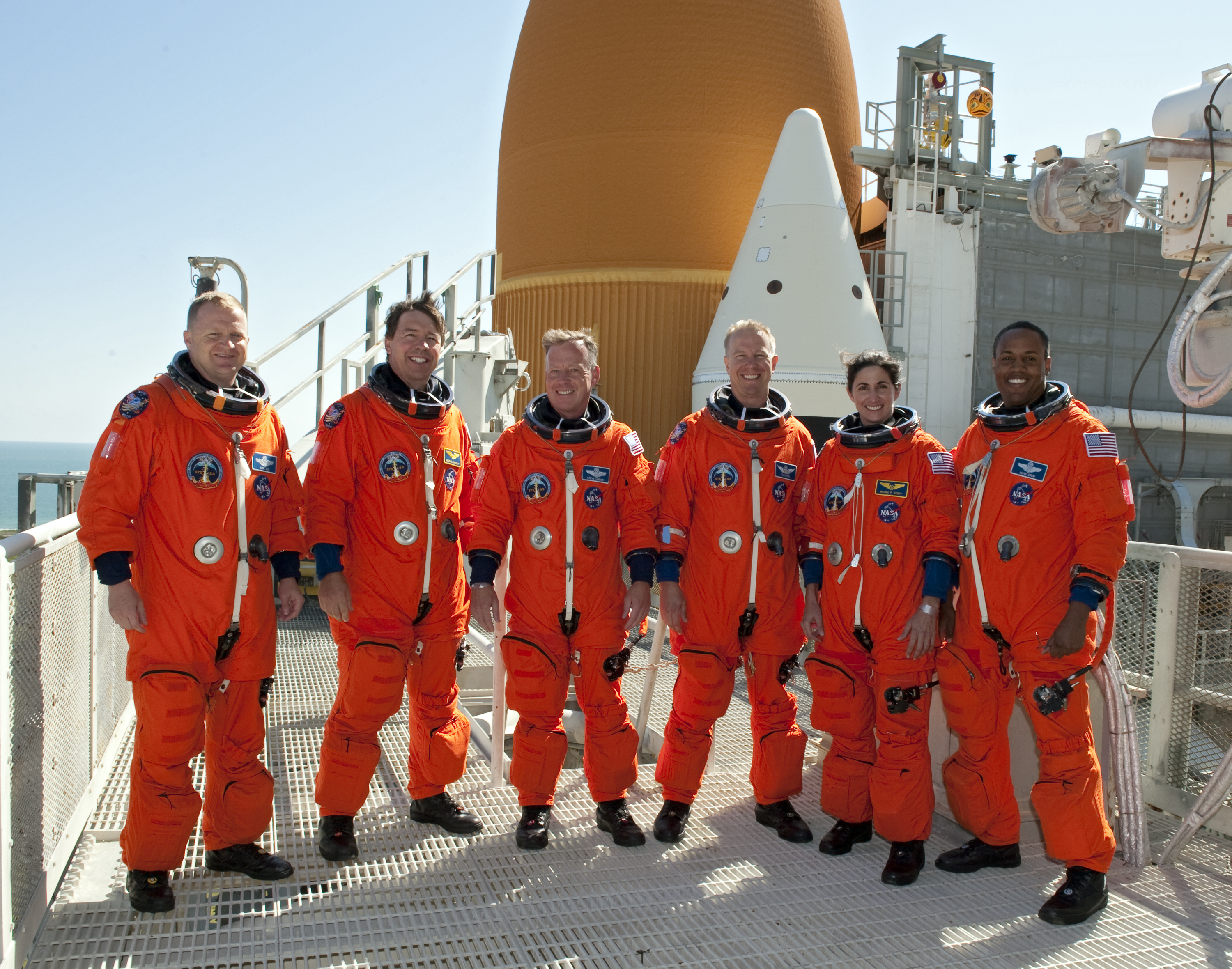
Початковий екіпаж STS-133: (зліва направо) Ерік Боу, Майкл Барратт, Стівен Ліндсі, Тімоті Копра, Ніколь Стотт, Елвін Дрю

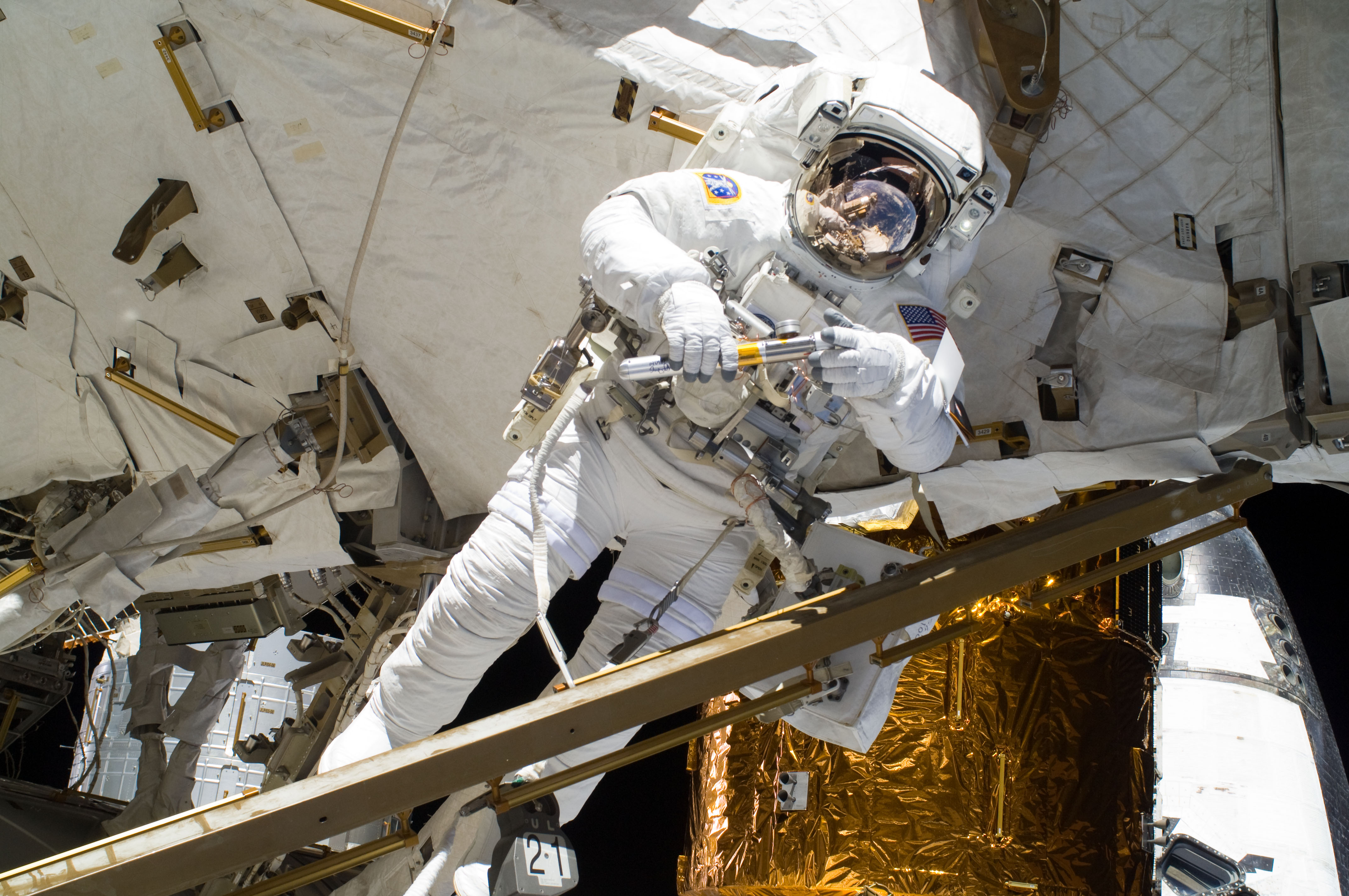
Астронавт НАСА Елвін Дрю, STS-133 фахівець польоту, бере участь в місії першої сесії позакорабельної діяльності (EVA), як будівництво та обслуговування продовжив на Міжнародній космічній станції. Під час шестигодинного, 34 хвилин вихід у відкритий космос, Дрю і астронавтом НАСА Стів Боуен (з кадру), фахівець польоту, встановлені розширення потужності J612 кабель, перемістили несправний модуль насоса аміаку зовнішнього укладання платформи 2 на Quest повітряний шлюз для повернення на Землю на пізніший термін, встановили камери клину на правій руці сегмента ферми, встановлено розширення до мобільного транспортера залізниці і піддаються японську «Послання в пляшці» експерименту в космос.

Бе́нджамін Елвін Дрю (англ. Benjamin Alvin Drew; нар. 5 листопада 1962, Вашингтон, США) — астронавт НАСА (США), учасник двох космічних польотів на шатлі (STS-118, STS-133).

## Освіта, служба в ВВС
В травні 1984 року у званні другого лейтенанта закінчив Академію ВПС США (Колорадо-Спрінгс), отримавши ступінь бакалавра з конструювання космічних літальних апаратів і з фізики. Після цього протягом року проходив додаткову підготовку з пілотування вертольотів на авіабазі Форт-Раккер (Алабама).
Надалі проходив службу як пілот вертольота HH-3E в групі порятунку, потім на вертольоті MH-60G в команді зі спецоперацій ВВС. Учасник бойових вильотів в Панамі (1989—1990), Саудівській Аравії (1990—1991), Кувейті (1991), Іраку (1991). У квітні 1993 року отримав кваліфікацію пілота літака, у червні 1994 року завершив підготовку в школі льотчиків-випробувачів ВМС США.
Продовжив освіту в Авіаційному університеті Ембрі-Редл (Дейтона-Біч, штат Флорида), де у 1995 році отримав ступінь магістра аерокосмічних наук, після чого командував двома випробувальними підрозділами і служив в штабі ВПС США. Має наліт близько 3000 годин більш ніж на 30 типах літаків і вертольотів.

## Космічна підготовка
26 липня 2000 Елвін Дрю був зарахований до загону астронавтів НАСА в складі 18-го набору, де приступив до підготовки. Через два роки отримав кваліфікацію спеціаліста польоту та призначений до відділення управління станцією відділу астронавтів. Займав ряд технічних посад, протягом року проходив підготовку у Військово-повітряному університеті на авіабазі Максвелл (Алабама). У квітні 2007 року призначений до складу екіпажу STS-118 замість переведеного в інший екіпаж Клейтона Андерсона.

## Перший політ на «Індеворі»
Свій перший політ Елвін Дрю здійснив 8-21 серпня 2007 на космічному човнику «Індевор» (STS-118). Головним завданням польоту було продовження будівництва МКС з доставкою матеріалів і устаткування на її борт. Елвін Дрю провів у польоті 12 діб 17 годин 55 хвилин 34 секунд.
По завершенні космічного польоту Е. Дрю був призначений оператором зв'язку з екіпажем під час польоту STS-123, що проходив у березні 2008 року. У 2009 році працював в ЦПК ім. Ю. А. Гагаріна начальником управління, забезпечуючи в Зоряному містечку операції НАСА.
У вересні 2009 року отримав призначення в екіпаж «Діскавері» (STS-133).

## Другий політ на «Дискавері»
Другий політ 48-річний Елвін Дрю виконав на шатлі «Дискавері» (STS-133) 24 лютого — 9 березня 2011 року. Це була чергова експедиція відвідування на МКС. Корабель був зістикований зі станцією з 26 лютого по 7 березня. Основним завданням фахівець польоту Елвіна Дрю було виконання двох виходів у відкритий космос спільно зі Стівеном Боуеном.
Перший їх вихід тривалістю 6 годин 34 хвилини відбувся 28 лютого, його метою була прокладка кабелю між модулями МКС «Спокій» і «Юніті» та перенесення несправного аміачного насоса для системи охолодження з місця тимчасового зберігання на спеціальну платформу.
Другий вихід відбувся 2 березня і тривав 6 годин 14 хвилин. Під час нього астронавти, зокрема, перемістили платформу для інструментів з модуля «Коламбус» у вантажний відсік шатлу, встановили нову телекамеру.
Тривалість другого космічного польоту склала 12 діб 19 годин 3 хвилини 51 секунду.
У загальній складності Елвін Дрю провів у двох космічних польотах 25 діб 12 годин 59 хвилин 27 секунд.

## Джерело
- Офіційна біографія НАСА [Архівовано 23 листопада 2013 у Wayback Machine.] (англ.)